# Дуже страшне кіно
«Дуже страшне кіно» (англ. «Scary Movie») — американський комедійний фільм 2000 року, від режисера Кінена Айвора Вейанса, що пародіює відомі фільми жахів. Прем'єра фільму відбулася 7 липня 2000 року. У США фільм зібрав $157 млн, у світі $121 млн, що в сумі склало $278 млн. Це комерційно найуспішніший фільм із тих, у яких режисером є афроамериканець. Фільм випустила кінокомпанія Dimension Films. Не рекомендується особам до 16 років.

## Синопсис
До фотомоделі Дрю Декер телефонує незнайомець у масці, схожій на череп (пародія на фільм «Крик»), який залякує її тим, що проникне до її будинку. Дрю намагається вбити його, думаючи, що злочинець на порозі, але вдаряє бейсбольною битою дітей, які випрошували цукерки на Геловін. Дрю вибігає з будинку, де її збиває батько, який відволікся від кермування авто, коли займався оральним сексом з дружиною.
Наступного дня до школи, де навчалася Дрю, приїжджає репортерка Гейл Гейлшторм (а також інші репортери, що пародіюють регіональне телебачення), але її справжня мета — знайти собі сексуального партнера. До пошуків убивці приєднується пришелепкуватий незграбний поліціянт Дуфі. Старшокласниця Сінді Кемпбелл, обговорюючи смерть Дрю з її друзями, Боббі, Брендою, Реєм, Баффі та Грегом, зазначає, що це сталося через рік після іншої трагедії, про яку вони всі знають. Тоді вони їхали в авто по нічній дорозі та випадково збили незнайомця (насправді він лишився неушкоджений, але потім у нього випадково влучила кинута пляшка). Друзі вирішили кинути труп у річку й нікому про це не говорити (пародія на фільм «Я знаю, що ви скоїли минулого літа»). Друзі Сінді проте впевнені, що тут немає ніякого зв'язку. На уроці Сінді бачить за вікном людину в чорному костюмі та масці. Потім у неї на парті опиняється записка про те, що її автор знає про вбивство рік тому. Того ж дня Грег після душу знаходить у своїй шафці фото із зображенням свого маленького члена з написом: «Я знаю!». Грег показує фото друзям, а Сінді згадує про записки. Вона каже, що треба звернутися до поліції, але Грег забороняє їй згадувати про те, що сталося рік тому.
Після школи хлопці йдуть на конкурс краси, де мала виступати Баффі. Під час завдання на артистичність Баффі бачить, як ззаду до Грега підходить убивця. Той обертається, але незнайомець встигає встромити ніж йому в живіт. Дівчина кричить, щоб хтось пішов на допомогу, але всі думають, що це частина виступу. Вбивця перерізає горло Грегу і йде, а публіка визнає Баффі геніальною актрисою, і вона виграє конкурс. Після виступу вона з друзями вирішує, що це черговий розіграш Грега, і спокійно розходяться додому.
Сінді приймає ванну, коли їй дзвонить убивця і починає погрожувати. Дівчина виходить із ванної та швидко бачить, що маніяк сховався за диваном. Вбивця просить почекати, коли він сховається краще і потім біжить за нею. Сінді ховається в своїй кімнаті, звідки повідомляє в поліцію, що скоєно «напад на білу жінку». Поліція миттю приїжджає, а маніяк зникає. У відкрите вікно до Сінді залазить її хлопець Боббі. У нього з кишень випадають ніж та рукавички. Сінді розуміє, що він убивця та здає його поліції.
Після цього вона боїться лишатися вдома та ночує у Баффі. Проте вночі вбивця знову телефонує та каже Сінді, що поліція забрала не його. Наступного дня вона зустрічає у школі Боббі, якого вже випустили, та вірить у його невинність. Сінді каже своєму другові «Малому», що їхня компанія хоче зустрітися, але Малий кличе всіх у школі. Увечері всі збираються у Сінді, і починається вечірка. Одна дівчина спускається до підвалу за пивом, де її і вбиває маніяк. Сінді та Боббі замикаються одні в кімнаті та займаються сексом. Потім Боббі розповідає Сінді, що Баффі та Грег убиті. У кімнату вривається вбивця та нападає на Боббі. Сінді тікає у вітальню, де й зустрічає Малого. Поранений Боббі застрелює його, і виявляється, що вони з Реєм наслідують вбивцю. Рей дістає з комори зв'язаного батька Сінді. Потім Рей пронизує Боббі кілька разів ножем, а його самого вбиває ззаду справжній убивця. Між ним і Сінді починається бійка, під час якої Сінді здобуває знання бойових мистецтв у стилі «Матриці» та викидає маніяка з вікна. Приїжджає поліція, але вбивця знову тікає.
Сінді їде в поліцейську дільницю, де розуміє, що справжній злочинець — це Дуфі, який єдиний міг бути поряд з жертвами весь час. Шериф кидається на пошуки Дуфі, але той скидає з себе форму та, виявившись мачо, тікає в авто разом із репортеркою Гейл Гейлшторм. З авто випадає мішок з маскою та ножем. Розчарований шериф повертається в дільницю, а Сінді стає посеред дороги й голосно кричить у небо: «Нііі!». За мить її збиває авто.
На початку фінальних титрів слідує сцена з Малим, який, як можна подумати, дає рекомендації з виживання в фільмах жахів, але насправді роз'яснює правила успішного пограбування магазину. Завершує фільм коротка сценка з Дуфі, який вирішує порвати колишні стосунки з пилососом.

## В ролях
| Актор               | Роль                     |
| ------------------- | ------------------------ |
| Шон Веянс           | Рей Вілкінс              |
| Марлон Веянс        | Малий                    |
| Анна Фаріс          | Сінді Кемпбелл           |
| Чері Отері          | Гейл Гейлшторм           |
| Шеннон Елізабет     | Баффі Гілмор             |
| Кармен Електра      | Дрю Декер                |
| Джон Абрагамс       | Боббі Прайнз             |
| Лохлін Монро        | Грег Філіпп              |
| Реджина Голл        | Бренда Мікс              |
| Дейв Шерідан        | Дуфі Гілмор              |
| Курт Фулер          | Шериф                    |
| Джейн Трка          | Міс Менн                 |
| Девід Лендер        | Директор, камео          |
| Джеймс Ван Дер Бік  | Довсон Лірі, камео       |
| Рік Дукоммун        | Батько Сідні, камео      |
| Кінен Айворі Вайанс | Раб з реклами, камео     |
| Келлі Коффілд       | Вчителька історії, камео |

## Фільми, що пародіюються
«Дуже страшне кіно» містить пародії на відомі фільми, переважно фільми жахів:
- «Крик» (1996) — перш за все «Дуже страшне кіно» пародіює саме його. Маска вбивці імітує маску лиходія з «Крику», головні персонажі засновані на персонажах «Крику».
- «Я знаю, що ви скоїли минулого літа» (1997) — фільм пародіюється в історії, що сталася з персонажами за рік до основного сюжету.
- «Матриця» (1999) — коли Сінді Кемпбелл виходить один на один проти вбивці, вона використовує кілька бойових прийомів з «Матриці».
- «Геловін» (1978) — коли вбивцю в масці викидають з вікна, він зникає, як у аналогічній сцені в «Геловіні».
- «Шосте відчуття» (1999) — Малий, накурившись, каже «я бачу мертвих людей», як головний герой пародійованого фільму.
- «Звичайні підозрювані» (1995) — фінал відбувається аналогічно: лиходієм виявляється персонаж, якого найменше підозрювали, і зникає за аналогічних обставин.
- «Сяйво» (1980) — вбивця промовляє анаграму «redroom» («murder» навпаки), намірюючись убити Баффі.
- «Екзорцист» (1973) — Боббі каже Сінді, що «Екзорцист» нагадав йому про неї. Сінді перепитує чи це тому, що вона блювала та мастурбувала розп'яттям (що відбувається в «Екзорцисті»).
- «Вискочка» (1999) — другорядна героїня Андреа є пародією на Трейсі з «Вискочки». Вона надокучає, роздаючи передвиборчі листівки, за що її ненавидить учитель так само, як містер Макалістер ненавидить Трейсі.
- «Американський пиріг» (1999) — «Дуже страшне кіно» пародіює сцену, коли Сінді і Боббі прямують до ліжка її колишнього, щоб вперше зайнятися сексом.
- «Казам» (1996) — Дрю каже вбивці, що це його улюблений «жахливий» фільм (мається на увазі погана гра Шакіла О'Ніла).
- «Відьма з Блер» (1999) — пародіюється останній відеозапис Гізер, коли вбивця переслідує Гейл у лісі, і вона промовляє на камеру те, що вважає своїми останніми словами.

## Український дубляж
Українською мовою дубльовано студією «Так Треба Продакшн» на замовлення телеканалу «НЛО TV» у 2019 році.
- Ролі дублювали: Володимир Терещук, Павло Скороходько, Юрій Кудрявець, Павло Лі, Євген Пашин, Євген Локтіонов, Марина Локтіонова, Юлія Перенчук, Ганна Соболєва та інші.

## Кастинг
Пародіювання ролі Дрю Бекер було запропоновано актрисі Дженні МакКарті, яка відмовилася і воліла знятися у фільмі Крик 3, який також виходив на екрани в 2000 році. На роль ж Бренди Мікс була запрошена співачка Аалайя, але та теж відмовилася, а після виходу фільму на екрани загинула в результаті катастрофи.

## Сценарій
Сценарій фільму увібрав в себе два пародійних сценарії, придбаних студією Dimension Films в 1998 році. Перший сценарій мав назву «Минулого літа я закричав, тому що Хелловін випав на п'ятницю 13-те», а другий «Крикни, якщо ти знаєш що я зробив на минулий Хелловін».

## Особливості фільму
- Цікаво, що всі актори, які зіграли у фільмі підлітків, насправді старші 25, а дехто навіть і 30.
- Найменування школи, в якій навчаються головні герої фільму, можна перекласти як «Середня школа Трупів».
- У шкільній їдальні меню має назву «Знову теж лайно».
- Якщо уважно придивитися, то у фільмі герої фільму п'ють пиво «Killer» замість «Miller».
- Режисер фільму Кінен Айворі Веянс знявся в епізодичній ролі раба, який з'являється в рекламному ролику стрічки «Амістад 2».

## Нагороди та номінації

### Нагороди
Премія каналу MTV 2001
- Найкраща епізодична роль (Джеймс Ван Дер Бік)

### Номінації
- Жіночий прорив року (Анна Фаріс)
- Найкращий поцілунок (Джон Абрахамс, Анна Фаріс)